# Флаг Чебургольского сельского поселения
Флаг муниципального образования Чебургольское сельское поселение Красноармейского района Краснодарского края Российской Федерации — опознавательно-правовой знак, служащий официальным символом муниципального образования.
Флаг утверждён 27 апреля 2012 года решением Совета Чебургольского сельского поселения № 187 и внесён в Государственный геральдический регистр Российской Федерации с присвоением регистрационного номера 7641.

## Описание
«Прямоугольное полотнище с отношением ширины к длине 2:3, воспроизводящее композицию герба Чебургольского сельского поселения Красноармейского района в зелёном, синем (голубом), белом, чёрном, красном и жёлтом цветах».
Геральдическое описание герба гласит: «В зелёном поле лазоревый, окаймлённый серебром, крест, и поверх всего соединённые в пук две метёлки риса, сопровождённые поверх креста (с каймой) чёрной кубанкой с червлёным, украшенным серебром, верхом».

## Обоснование символики
Флаг языком символов и аллегорий отражает исторические, культурные и экономические особенности сельского поселения.
В 1907 году на правом берегу реки Протока был образован хутор Чебурголь, преобразованный в 1998 году в станицу Чебургольскую, являющуюся в настоящее время административным центром Чебургольского сельского поселения. В состав поселения входит и хутор Протоцкие.
Станица и поселение расположены между плавнями, рекой Протока и несколькими ериками, на что аллегорически указывает синий окаймлённый белым крест. Деление полотнища флага крестом также аллегорически указывает на рисовые чеки.
Синий (голубой) цвет (лазурь) символизирует чистое небо, честь, искренность, добродетель, возвышенные устремления.
Белый цвет (серебро) — символ мудрости, совершенства, чистоты, справедливости и великодушия.
Зелёный цвет аллегорически указывает на степные просторы Кубани, среди которых расположены земли поселения. Зелёный цвет — символ плодородия, природного изобилия, спокойствия, здоровья и вечного обновления.
Одной из основ экономического развития поселения является рисоводство, отражённое изображением сложенных вместе метёлок риса. Две метёлки риса также аллегорически указывают и на то, что поселение состоит из двух населённых пунктов: станицы Чебургольская и хутора Протоцкие.
Жёлтый цвет (золото) символизирует величие, процветание, прочность, достаток, стабильность и уважение.
Изображение головного убора — кубанки — указывает на то, что первые основатели поселения были казаками, и в настоящее время Чебургольское хуторское казачье общество самое многочисленное в Красноармейском районе. Изображение кубанки символизирует казачьи традиции и культуру, которые свято хранят чебургольцы.